# Bitter Winter
Bitter Winter è un magazine quotidiano sulla libertà religiosa e i diritti umani in Cina pubblicato in otto diverse lingue dal maggio 2018 dal CESNUR. È stato criticato in Cina per il suo anticomunismo e ostilità al governo cinese. Diversi suoi corrispondenti dalla Cina sono stati arrestati.

## Storia
Bitter Winter nasce dall'interesse del CESNUR per i nuovi movimenti religiosi e il pluralismo religioso in Cina. Studiosi del CESNUR, compreso il suo direttore Massimo Introvigne, sono stati invitati in Cina nel 2017 per discutere le preoccupazioni del governo locale in tema di "sette". Il magazine è stato lanciato il 14 maggio 2018 in un evento al Salone Internazionale del Libro di Torino. A quella data veniva pubblicato solo in inglese, ma successivamente si sono aggiunte le edizioni in cinese, italiano, coreano, giapponese, francese, tedesco e spagnolo. Il magazine pubblica articoli, interviste e testimonianze su vari aspetti delle religioni in Cina. Ha acquisito una certa notorietà internazionale pubblicando video provenienti dall'interno dei campi di rieducazione per gli uiguri nello Xinjiang, ancorché il reporter che ha girato questi video sia stato a sua volta arrestato.
Il direttore di Bitter Winter è il sociologo torinese Massimo Introvigne. Il giornalista milanese Marco Respinti funge da direttore responsabile, e ci sono due vice-direttori, Willy Fautré, fondatore della ONG belga Human Rights Without Frontiers, e Rosita Šorytė, ex diplomatica lituana ed ex coordinatrice del Gruppo di Lavoro dell'Unione europea sugli aiuti umanitari.

## Reazioni
Bitter Winter è stato accolto come una fonte affidabile di notizie e immagini difficili da reperire altrove da alcuni media cristiani e musulmani. Il settimanale diocesano della diocesi cattolica di Macao lo ha definito "una risorsa inestimabile per chiunque s'interessi alla religione nel Paese [la Cina]". Il periodico online cattolico tedesco Katolisches ha pure lodato la sua ricchezza d'informazione. Il World Uyghur Congress, che rappresenta gli interessi dei musulmani uiguri ostili alla Cina, ha ripubblicato diverse volte articoli di Bitter Winter. Altri media cristiani, meno ostili nei confronti della Cina, hanno invece mantenuto un atteggiamento critico, rilevando pregiudizi anticinesi
negli articoli pubblicati dal magazine.
Per contro, pubblicazioni conservatrici che attaccano regolarmente la Cina hanno trovato nelle colonne di Bitter Winter munizioni per le loro campagne. Il magazine americano conservatore The Federalist ha definito Bitter Winter "eminentemente bene informato" e il suo direttore "un'autorità in tema di religione e diritti umani in Cina".
Naturalmente, all'estremo opposto dello spettro politico, le reazioni sono state negative. Nella primavera 2018, sia Katolisches sia l'edizione online de L'Espresso hanno riferito le critiche a Bitter Winter da parte di cattolici progressisti e di altri che temevano che il giornale fosse nato per disturbare le trattative allora in corso fra Cina e Santa Sede. Peraltro, quando l'accordo fra Vaticano e Cina è stato firmato, nel settembre 2018, alcuni suoi oppositori hanno criticato Bitter Winter per le sue posizioni concilianti nei confronti dell'atteggiamento della Santa Sede. Lo stesso The Federalist ha etichettato come "sconcertante" la persuasione di Bitter Winter che "la strategia vaticana potrebbe rivelarsi valida nel lungo termine" e il quotidiano filippino The Manila Times, molto attento ai problemi della Chiesa Cattolica in Cina, ha classificato Bitter Winter fra "coloro che credono che il concordato non sia totalmente sfavorevole alla Chiesa Cattolica cinese".

## Critiche dalla Cina
Le autorità cinesi ritengono che Bitter Winter sia semplicemente un ulteriore strumento della propaganda anti-cinese e dei difensori dei gruppi che la Cina ha etichettato come "sette" e proibito. Bitter Winter ha pubblicato a più riprese documenti del governo cinese che danno istruzioni alla polizia di localizzare e arrestare coloro che inviano notizie al magazine. A diverse riprese NGO e media hanno riferito di arresti di corrispondenti cinesi di Bitter Winter.